# Green Bay Packers 1933
La stagione 1933 dei Green Bay Packers è stata la 13ª della franchigia nella National Football League. La squadra, allenata da Curly Lambeau, ebbe un record di 5-7-1, terminando terza nella nuova NFL Western division. Fu la prima stagione con un bilancio negativo della storia della squadra. A partire da questa annata, i Packers iniziarono a disputare alcune gare interne a Milwaukee, Wisconsin, al Borchert Field per incrementare gli incassi.
Con la sconfitta dei Packers per 7–14 il 23 settembre 1933 contro i Chicago Bears, i Bears passarono in vantaggio nel computo della vittorie nelle sfide tra le due squadre. I Bears sarebbero rimasti in vantaggio per 84 anni, fino alla vittoria dei Packers per 35-14 al Lambeau Field il 28 settembre 2017.

## Calendario
| Stagione regolare |              |     |       |   |                     |    |      |
| Turno             | Data         | Ris | Rec   |   | Avversario          | GB | Avv. |
| 1                 | 17 settembre | P   | 0-0-1 |   | Boston Redskins     | 7  | 7    |
| 2                 | 24 settembre | S   | 0-1-1 |   | Chicago Bears       | 7  | 14   |
| 3                 | 1 ottobre    | S   | 0-2-1 |   | New York Giants     | 7  | 10   |
| 4                 | 8 ottobre    | V   | 1-2-1 |   | Portsmouth Spartans | 17 | 0    |
| 5                 | 15 ottobre   | V   | 2-2-1 |   | Pittsburgh Pirates  | 47 | 0    |
| 6                 | 22 ottobre   | S   | 2-3-1 | @ | Chicago Bears       | 7  | 10   |
| 7                 | 29 ottobre   | V   | 3-3-1 |   | Philadelphia Eagles | 35 | 9    |
| 8                 | 5 novembre   | V   | 4-3-1 | @ | Chicago Cardinals   | 14 | 6    |
| 9                 | 12 novembre  | S   | 4-4-1 | @ | Portsmouth Spartans | 0  | 7    |
| 10                | 19 novembre  | S   | 4-5-1 | @ | Boston Redskins     | 7  | 20   |
| 11                | 26 novembre  | S   | 4-6-1 | @ | New York Giants     | 6  | 17   |
| 12                | 3 dicembre   | V   | 5-6-1 | @ | Philadelphia Eagles | 10 | 0    |
| 13                | 10 dicembre  | S   | 5-7-1 | @ | Chicago Bears       | 6  | 7    |

## Classifiche
| NFL Western Division |    |   |   |      |     |     |     |     |
|                      | V  | S | P | %    | DIV | PF  | PS  | STR |
| Chicago Bears        | 10 | 2 | 1 | .833 | 7–0 | 133 | 82  | V4  |
| Portsmouth Spartans  | 6  | 5 | 0 | .545 | 3–4 | 128 | 87  | S3  |
| Green Bay Packers    | 5  | 7 | 1 | .417 | 2–4 | 170 | 107 | S1  |
| Cincinnati Reds      | 3  | 6 | 1 | .333 | 2–2 | 38  | 110 | V1  |
| Chicago Cardinals    | 1  | 9 | 1 | .100 | 1–5 | 52  | 101 | P1  |

Nota:  i pareggi non venivano conteggiati ai fini della classifica fino al 1972.